# Würfelnatter
Die Würfelnatter (Natrix tessellata) ist eine ungiftige, für den Menschen harmlose eurasische Schlange aus der Familie der Nattern (Colubridae) und der Gattung der Europäischen Wassernattern (Natrix). In Mitteleuropa ist die wärmeliebende Art extrem selten. Sie wurde zum „Reptil des Jahres 2009“ gekürt.

## Merkmale
Würfelnattern sind Schlangen von schlanker, seitlich etwas abgeflachter Gestalt und mit schmalem, spitzem Kopf. Die Weibchen werden größer als die Männchen und erreichen in Südosteuropa eine Gesamtlänge von manchmal 130 Zentimetern; in Deutschland wurden maximal 102 cm nachgewiesen. Männchen werden dagegen selten länger als 80 cm. Die Färbung der Oberseite variiert – auch regional unterschiedlich – zwischen verschiedenen Grau-, Braun- und Olivtönen und kann sehr hell bis sehr dunkel wirken. Als Zeichnungsmuster finden sich in der Regel vier bis fünf Reihen meist quadratischer Flecken, nach denen die Schlangenart benannt ist. Diese sind entweder alternierend angeordnet oder können zu Längsbändern oder Querbinden verschmelzen. Die Unterseite der Tiere ist weiß bis gelb gefärbt und weist ein Muster aus (blau)schwarzen, quadratischen, kontrastreich abgesetzten Flecken auf.
Jungtiere haben eine hellere Grundfarbe und weisen einen kräftigen V-Fleck im Nacken auf. Ansonsten sind sie wie die adulten Tiere mehr oder weniger lebhaft gefleckt.
Die Augen der Würfelnatter haben runde Pupillen und eine nach innen hin gelbe, ungefleckte Iris; nach außen verdunkelt diese sich durch braune oder schwarze Farbeinlagerungen. Die in zwei schmalen, langen Zipfeln endende Zunge ist fleischfarben. Die Rückenschuppen sind stark gekielt. Bei den Schuppenmerkmalen tritt eine sehr hohe Variationsbreite auf. In der Regel weist der Kopfbereich zwei bis drei Präocularia (Vorderaugenschilde), zwei bis fünf Postocularia (Hinteraugenschilde), sieben bis acht Supralabialia (Oberlippenschilde) sowie acht bis zehn Sublabialia (Unterlippenschilde) auf. Die Zahl der schwärzlichen Schwanzunterschilde schwankt zwischen 54 und 78, wobei die Männchen längere Schwänze und entsprechend mehr Schwanzschilde haben.
Von der nahe verwandten Ringelnatter unterscheidet sich die Würfelnatter unter anderem durch das Fehlen mondförmiger heller Flecken am Hinterkopf. Sehr ähnlich in Aussehen und Lebensweise ist die Vipernatter, deren Verbreitungsgebiet sich im Westen anschließt, mit einem nur kleinen Bereich in Nordwestitalien, in dem beide Arten vorkommen.

## Verbreitung

Verbreitungsgebiet der Würfelnatter

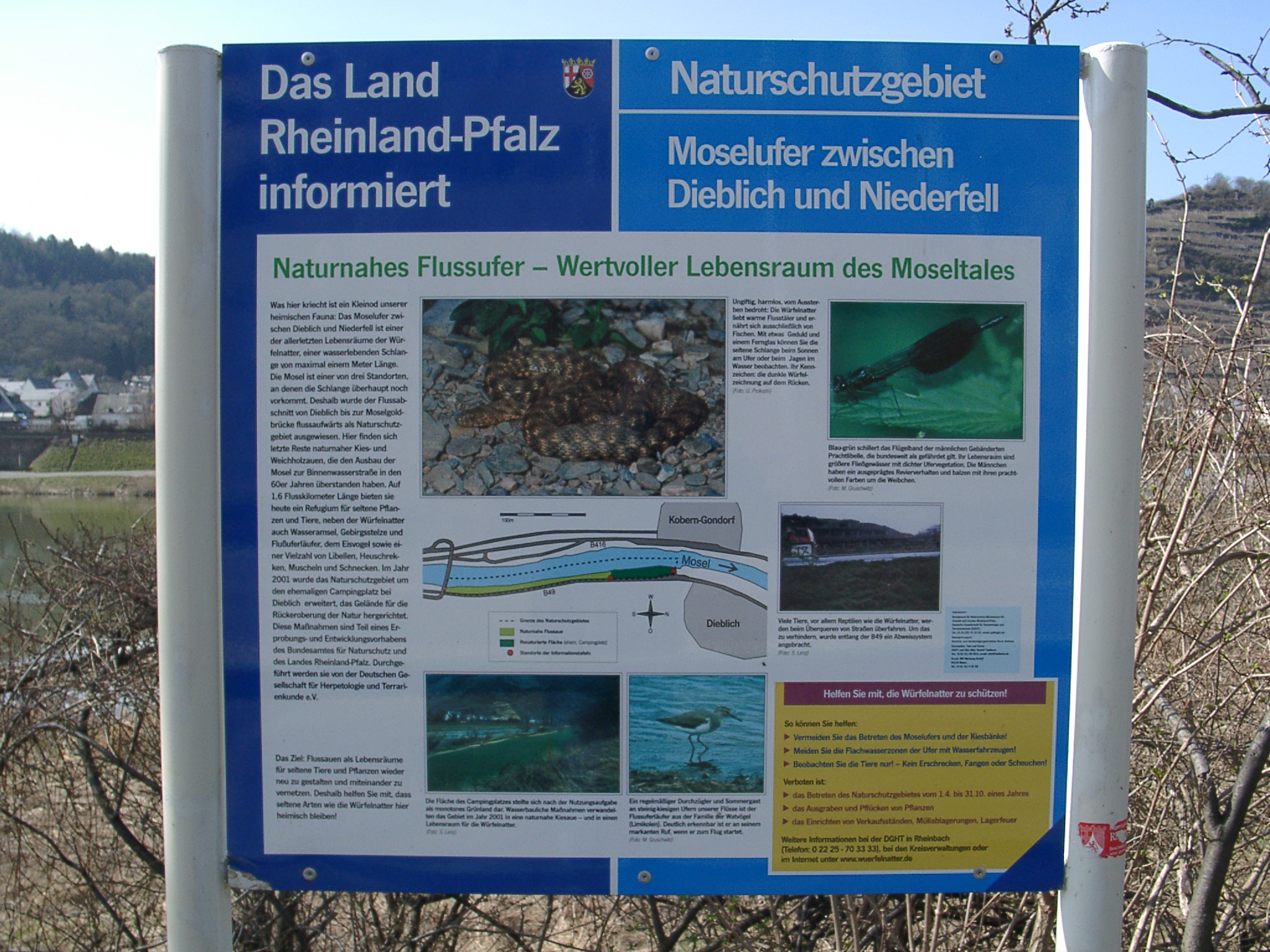
Informationstafel zum Naturschutzgebiet „Moselufer zwischen Niederfell und Dieblich“, dessen Zweck die Erhaltung und Entwicklung des Moselufers als Lebensraum der Würfelnatter ist, mit Hinweis auf das dortige Vorkommen

Das Verbreitungsgebiet der Art liegt in Teilen Mittel-, Süd- und Südosteuropas sowie West- und Mittelasiens. Es umfasst unter anderem Italien, Ost- und Südostösterreich, die gesamte Balkanhalbinsel, den Raum rund um das Schwarze Meer sowie das Kaspische Meer und erreicht im Osten den Westrand Chinas. Mit dem Nildelta wird auch Afrika noch knapp einbezogen. Seine größte Nord-Süd-Ausdehnung hat das Areal auf Höhe des Kaspischen Meeres, wo es von Südrussland und Nordwestkasachstan im Norden bis in den südlichen Iran im Süden reicht.
Am Nordwestrand löst sich das Verbreitungsgebiet in disjunkte Vorposten auf. So existieren in Deutschland autochthon gegenwärtig nur noch drei sehr kleine, isolierte Populationen an den Rhein-Nebenflüssen Lahn, Mosel und Nahe im Bundesland Rheinland-Pfalz. An anderen Orten, so etwa am Mittelrhein zwischen Bingen und Remagen, sind die natürlichen Vorkommen der Art inzwischen erloschen. Auch an der Elbe bei Meißen in Sachsen war die Würfelnatter Mitte des 20. Jahrhunderts ausgestorben, wurde dort in den letzten Jahren aber offenbar erfolgreich wiederangesiedelt. In der Schweiz kommt die Würfelnatter von Natur aus nur im Süden (Tessin) vor, am häufigsten in den naturnahen Schwemmebenen der Maggia und im Pedemonte entlang der Melezza. Vom Menschen ausgesetzte Populationen sind aber auch an weiteren Seen der Nordschweiz vorhanden.

## Unterarten
Neben der Nominatform Natrix tessellata tessellata wurde nur eine weitere Unterart zwischenzeitlich als valide anerkannt – die auf der Schlangeninsel im Schwarzen Meer vorkommende Natrix tessellata heinrothi. Allerdings gelten deren abgrenzende Merkmale heute als nicht ausreichend belastbar und die Spezies somit derzeit als monotypisch (ohne gültige Unterarten).

## Lebensraum und Lebensweise

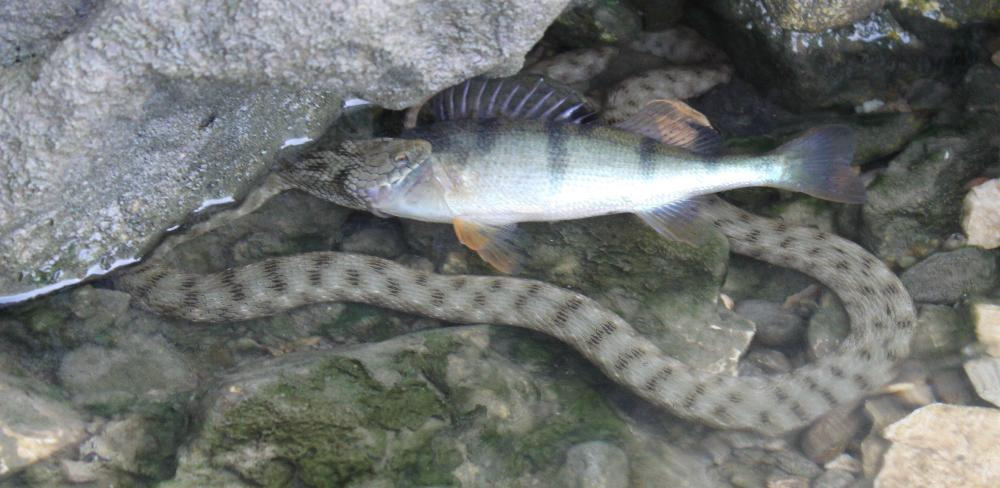
Würfelnatter in der rumänischen Donau versucht einen Flussbarsch zu verschlingen

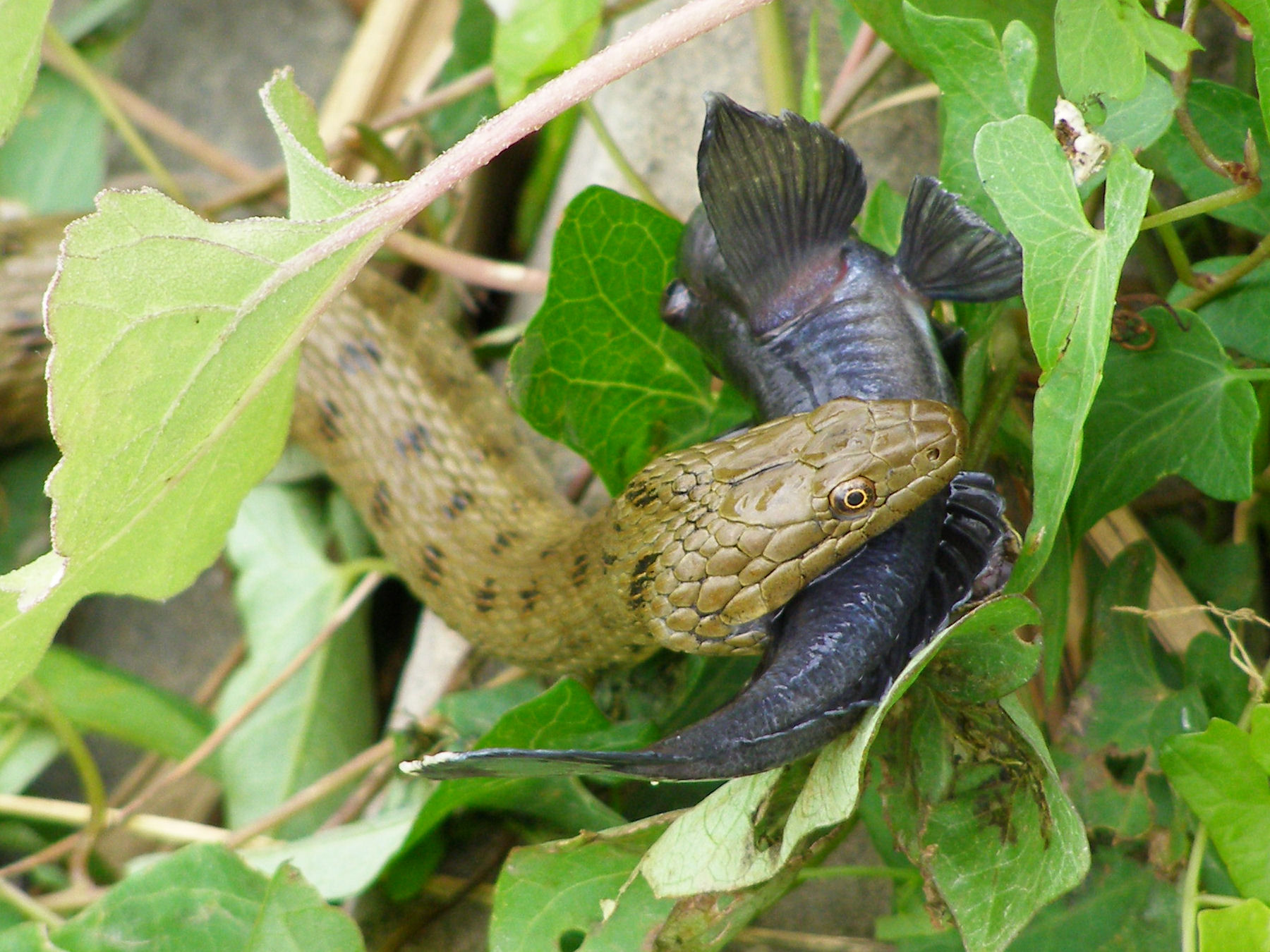
Natrix tessellata mit einer erbeuteten Grundel

Diese Schlange besiedelt klimatisch begünstigte Flussläufe und Seen in Flussauen mit hohen Fischbeständen. Die Uferzonen sollten naturnah strukturiert sein und neben krautiger Vegetation auch offene Spülsäume und Bänke aus Kies oder Schottersteinen aufweisen. Wichtig sind ferner flache, strömungsberuhigte Zonen mit hoher Sonneneinstrahlung sowie in Ufernähe Hänge mit Trockenrasen und an Unterschlüpfen reichen Felsen, Trockenmauern oder ähnlichem.
Die Würfelnatter ist in Mitteleuropa die Schlange mit der stärksten Bindung an den Lebensraum Wasser. Sie kann ausgezeichnet schwimmen und tauchen und verbringt oft viele Stunden im flachen Wasser. Dort lauert sie unter dem Wasserspiegel ihrer Beute auf und schnappt vorbei schwimmende Fische blitzschnell. Nur zum Sonnenbaden, zur Fortpflanzung und zur Überwinterung verlässt sie das Gewässer. Aber auch zum Verschlingen sperriger Beute, welche fast ausschließlich aus kleinen bis mittelgroßen Fischen besteht, begibt sich das Tier manchmal ans Flussufer. Es ist imstande, ungünstig vom Schwanz her erwischte Fische beim Schlingakt zu wenden und kopfvoran zu verschlingen. Wird es dabei gestört, würgt es das Beutestück wieder aus und flüchtet ins Wasser. Es sind Fälle bekannt, in denen beim Herauswürgen sich aufspreizende Kiemendeckel des Beutefisches eine Befreiung verhinderten und zum Tod der Natter führten.
Würfelnattern sind tagaktiv mit Schwerpunkten in den Vormittags- und den Nachmittagsstunden. Während der Vormittag zum Sonnen genutzt wird, findet am Nachmittag die Nahrungssuche statt. Dabei wird das jeweils verfügbare Artenspektrum an Fischen genutzt. In Deutschland wurde beobachtet, dass unter anderem der Gründling (Gobio gobio) zu den regelmäßigen Beutetieren gehört; aber auch andere Arten von Karpfenfischen machen einen wesentlichen Teil der Nahrung aus. Der Beute wird entweder unter Wasser aufgelauert oder diese wird aktiv gesucht. Dann wird sie blitzschnell gepackt, mit den kleinen nadelspitzen Zähnen festgehalten und schließlich verschlungen.
Fressfeinde der Würfelnatter sind kleinere Säugetiere wie Ratten, Bisamratte, Hermelin und Mauswiesel sowie Vögel wie Reiher und Lachmöwen. Auch große Raubfische wie Hechte und Welse gehören vermutlich zu ihren Prädatoren. Ein zunehmend erkanntes Problem bei den deutschen Vorkommen ist der Wegfraß der Jungschlangen durch Stockenten.
Wenn sie sich bedroht fühlt oder ergriffen wird, gibt die Würfelnatter Zischlaute von sich. Daneben kann sie, wie die Ringelnatter, ein übelriechendes Postanaldrüsen-Sekret verspritzen und sich gelegentlich auch totstellen (Schreckstarre).
Die Winterquartiere an Land – frostsichere, sonnenexponierte Spaltenräume und Höhlungen an Uferhängen – werden in Rheinland-Pfalz meist gegen Ende September, bei milder Witterung auch erst Ende Oktober, aufgesucht und Mitte bis Ende April wieder verlassen. Dabei erscheinen die Weibchen etwas früher als die Männchen.

## Fortpflanzung und Individualentwicklung
(Phänologische Zeitangaben beziehen sich auf Mitteleuropa.)

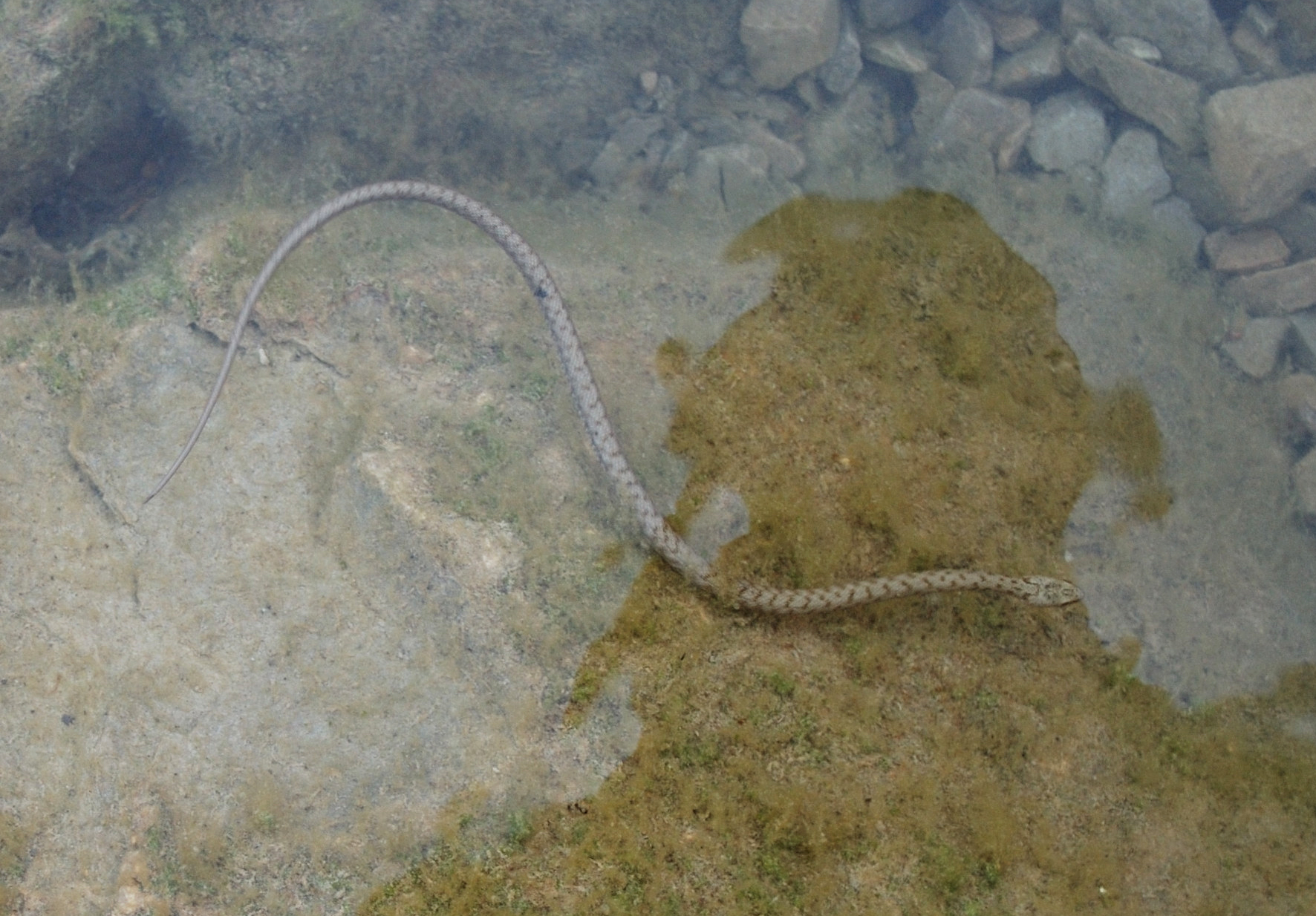
Junge Würfelnatter im Gardasee

Die Paarungszeit liegt in den Monaten Mai und Juni (generell wohl zwei bis vier Wochen nach Verlassen des Winterquartieres). Es können sich dabei mehrere Tiere an einem Platz einfinden und regelrechte „Paarungsknäuel“ bilden. Ab Anfang Juli findet nachts oder am frühen Morgen die Eiablage an Stellen mit lockerem Bodensubstrat aus Sand oder Humus (auch Misthaufen) statt. Ein Weibchen legt zwischen 5 und 25 weichschalige Eier in den Boden oder unter morsches Holz. Diese sind oval und 3 bis 4 cm lang sowie 2 bis 2,5 cm dick. Sie benötigen eine von der Umgebungstemperatur abhängige embryonale Eizeitigung von 34 bis 50 Tagen und legen während dieser Zeit 20 bis 40 Prozent an Gewicht zu (von zunächst drei bis acht Gramm auf zehn Gramm und mehr). Frisch geschlüpfte Schlangen haben eine Länge von 14 bis 24,5 cm. Nahrung nehmen die Kleinen offenbar kurz nach der ersten Häutung auf, die etwa eine Woche nach dem Schlupf erfolgt. Bei optimalem Nahrungsangebot können die Jungtiere noch vor der ersten Überwinterung eine Länge von maximal 30 cm erreichen. Die Geschlechtsreife tritt wohl nach dreieinviertel Jahren bei einer Körperlänge von 50 bis 60 cm ein.

## Gefährdung und Schutz

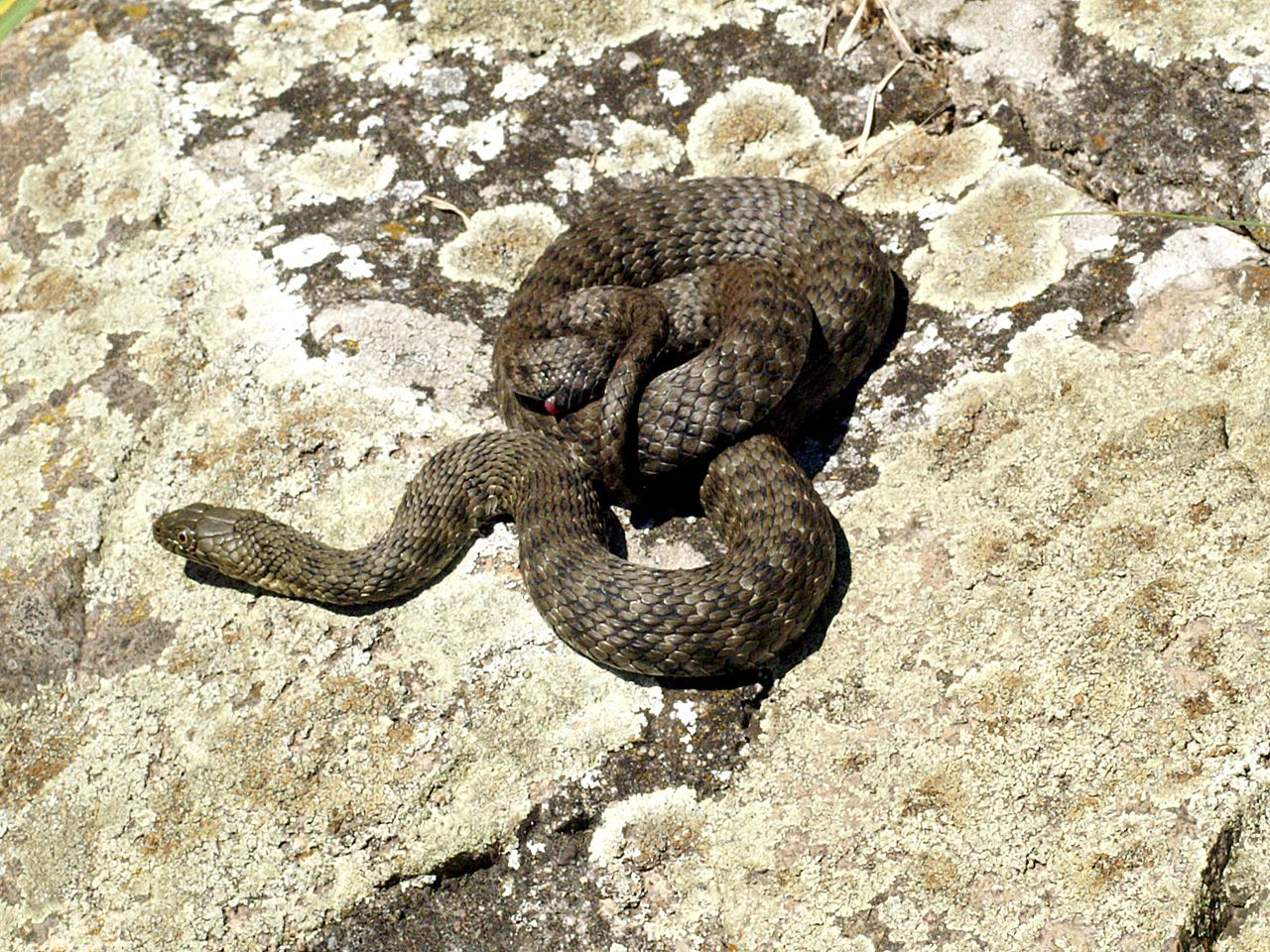
Würfelnattern benötigen ungestörte Sonnenplätze. Ihre Namensgebung leitet sich von der quadratisch aussehenden Fleckenzeichnung ab

Die Würfelnatter steht in vielen Ländern gesetzlich unter Naturschutz. Ihre Bestände sind in Mitteleuropa stark bedroht; in Deutschland gehört die Art zu den seltensten Wirbeltieren überhaupt – es existieren vermutlich nur noch einige Hundert erwachsene Exemplare. Die Bestände sind im Laufe des 20. Jahrhunderts dramatisch eingebrochen, vor allem infolge von Uferausbaumaßnahmen, Flussbegradigungen, Staustufenbau, Gewässerverschmutzung und Verkehrswegebau entlang der Ufer. Aber auch zunehmender Freizeitbetrieb an den Flussufern, Schiffsverkehr (viele Schnittverletzungen durch Schiffsschrauben!) oder auch die Tötung bzw. der Fang der Schlangen durch Angler, Bade- und Campinggäste sowie Tierhalter stellen in bereits geschwächten Populationen eine ernste Gefahr dar. Oft herrscht ein Mangel an geeigneten und ungestörten Eiablageplätzen oder auch an Winterquartieren. Diese sind zudem nicht selten durch Verkehrswege vom Wasserlebensraum abgetrennt. Nicht zuletzt können massive Hochwasserereignisse insbesondere junge Würfelnattern mitreißen und verdriften. In diesem Zusammenhang sind es wieder die vom Menschen verursachten Landschaftsveränderungen in Flusstälern, die für besonders plötzlich auftretende, strömungsintensive und hoch auflaufende Hochwasserwellen sorgen.
Gesetzlicher Schutzstatus
- Bundesrepublik Deutschland:
„Streng geschützte Art“[2] (damit zugleich auch „besonders geschützte Art“[3]) sowie „Art von gemeinschaftlichem Interesse“[4] im Sinne des Bundesnaturschutzgesetzes.[5]

- Europäische Union:
Geschützt durch Bestimmungen in Rechts- und Verwaltungsvorschriften der Mitgliedstaaten, mittels derer jene der Richtlinie 92/43/EWG des Rates vom 21. Mai 1992 zur Erhaltung der natürlichen Lebensräume sowie der wildlebenden Tiere und Pflanzen (FFH-Richtlinie) nachkommen (das heißt, die Richtlinie in nationales Recht umsetzen, wodurch sie erst Geltung erlangt),[6] deren Anhang IV Natrix tessellata als „Streng zu schützende Tierart von gemeinschaftlichem Interesse“ ausweist.[7]

Nationale Rote Liste-Einstufungen (Auswahl)
- Rote Liste Bundesrepublik Deutschland: 1 – vom Aussterben bedroht
- Rote Liste Österreichs: EN (entspricht: stark gefährdet)
- Rote Liste der Schweiz: EN (entspricht: stark gefährdet)